# Ónodi országgyűlés

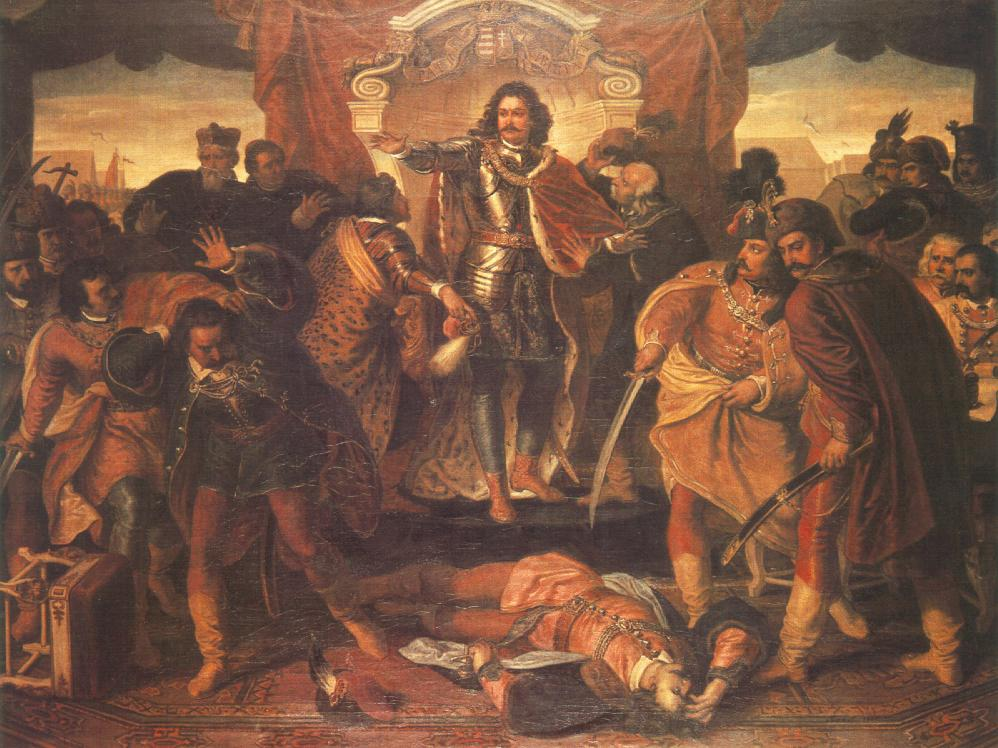
Than Mór: Az ónodi országgyűlés. A kép turóc vármegye követének, Rakovszky Menyhértnek a megölését ábrázolja

Az ónodi országgyűlés (1707. május 31. – június 22.) a Rákóczi-szabadságharc tetőpontján, Ónod mezőváros közelében, a körömi mezőn megtartott kuruc országgyűlés.

## Az országgyűlés helyszíne és időtartama

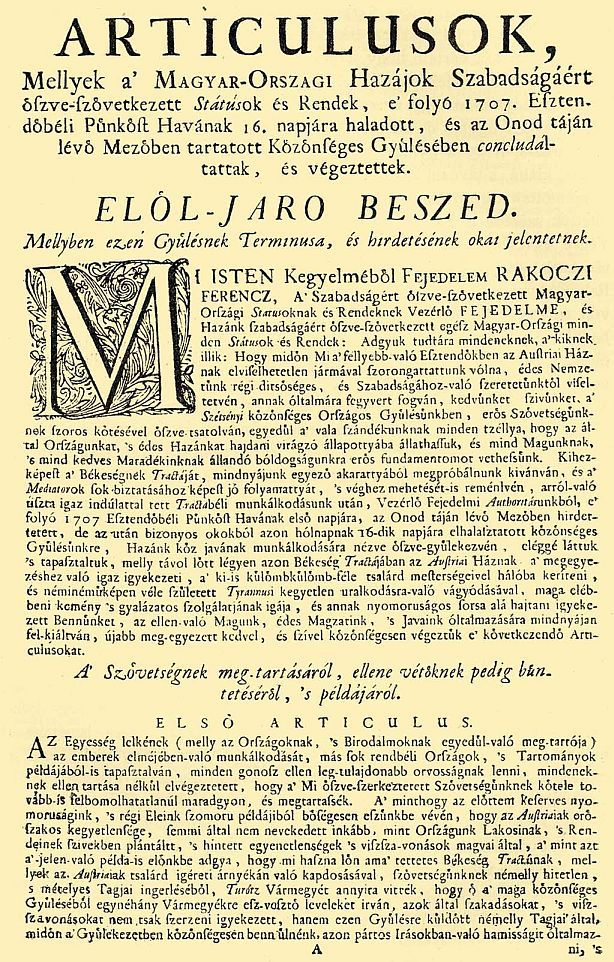
Az ónodi gyűlés törvénykönyvének bevezetése

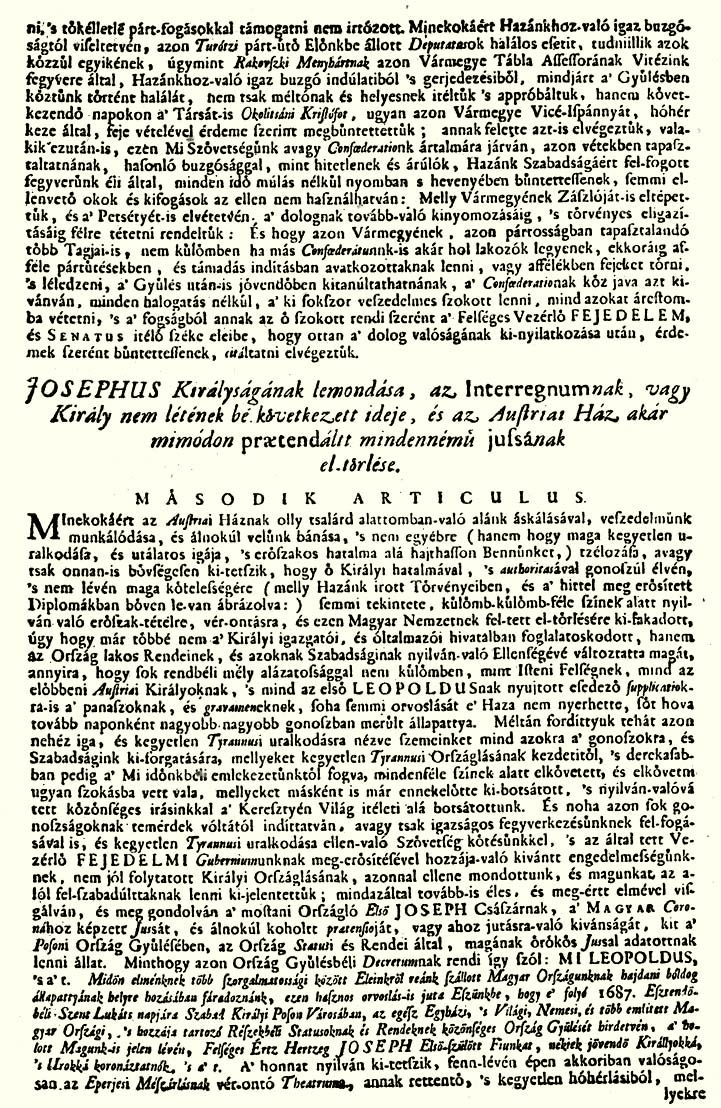
1707-ben az ónodi országgyűlés kimondta a Habsburg-ház trónfosztását és Magyarország függetlenségét

A gyűlést 1707. január 22-én, Rozsnyón kelt meghívójával május 1-jére, „nemes Borsod vármegyében levő Ónod nevű mezőváros tájékára” hívta össze II. Rákóczi Ferenc fejedelem, s a szécsényi országgyűléshez hasonlóan ismét a rendek tömeges, személyenkénti megjelenését kérte. A kései tavaszodás, főként pedig „az fűnek és annyival inkább szénának szűk vólta miatt” Rákóczi április 6-i körlevelében május 16-ára halasztotta a gyűlést, de az árvizek miatt még így is csak nagy késéssel szállingóztak a követek. Maga a fejedelem május 23-án délután vonult be a kijelölt táborhelyre, s néhány napos várakozás után, május 31-én nyitották meg a gyűlést Telekessy István egri püspök által celebrált ünnepélyes szentmisével.
Az országgyűlés résztvevői az árvizek miatt nem a Sajó jobb partján fekvő, Borsod vármegyei Ónod mezőváros közvetlen közelében, hanem a folyó bal partján, a magasabb fekvésű Sajóköröm (a mai Köröm) határában, Zemplén vármegye területén ütöttek tábort. (A két település között utóbb vita támadt a történelmi helyszínről, s felmerült, hogy két táborban zajlott a gyűlés, ez az elképzelés azonban nem egyeztethető össze sem az ismert földrajzi és természeti körülményekkel, sem a korabeli forrásokkal.)

## A gyűlés lefolyása és határozatai
Az országgyűlés a rendek egy részének hagyományos sérelmi politikájával vette kezdetét. Június 6-án a háborús terhek és az elértéktelenedő rézpénz körül kirobbant vita hevében Bercsényi Miklós, Károlyi Sándor és Rákóczi testőrei lekaszabolták Turóc vármegye követeit. Rakovszky Menyhért táblabíró a helyszínen életét vesztette, megsebesített társát, Okolicsányi Kristóf alispánt 9-én kivégezték, a megye többi jelen lévő tagját pedig bebörtönözték.
A rendi ellenállás letörésével a kuruc vezetésnek sikerült elfogadtatni a törvényjavaslatokat.
mi mindnyájunk közös akaratával végzett s megerősített artikulusunkkal magunkat említett első József császár és ő általa az egész Ausztriai Ház rajtunk követelt királyi engedelmességétől, tiszteletétől és minden magának tulajdoníttatni kívánt jussától magyar koronánkhoz, országunkhoz és annak igazgatásához, most avagy jövendőben akármi módon való ragaszkodásától felszabadultaknak s megmenekedetteknek lenni végezvén, nyilván mondván és deklarálván: mindazoknak abrenunciálunk és ellenmondunk. És ekképpen régi dicső szabadságunknak s legfelső törvényes jussunknak erejével és authoritásával, mely mind isteni, mind emberi törvények szerint reánk szállott és származott – senki arra bennünket nem kényszerítvén, sem abban ellent nem tartván, hanem teljes jókedvünkből és szabadakaratunkból hazánkban interregnumot lenni vallunk, tudniillik országunkat király nélkül lenni jelentjük és hirdetjük
Mindenekelőtt kimondták Turóc vármegye jelképeinek (zászló, pecsét) eltörlését. Törvénybe iktatták a Habsburg-ház trónfosztását, melyet fél évvel korábban, már a Szenátus rozsnyói ülésén elhatároztak. Megerősítették Magyarország és Erdély szövetségét. Kétmillió forint adót vetettek ki az országra, melynek fizetéséhez a nemességnek is hozzá kellett járulnia. A rézpénz forgalmát devalvált értéken erősítették meg. Törvényerőre emelték a hadiszabályzatot. Elrendelték a hadirokkantak, ill. a hadiözvegyek és -árvák támogatását a kincstári birtokok jövedelméből. Bercsényi Miklós főgenerálist fejedelmi helytartóvá választották. A szabadságharc idejére a királyi felsőbíróságok helyett ítélőtáblát állítottak fel. A hajdúkiváltságot nyert Gönc mezőváros földesurai állami kárpótlásban részesültek.

## Az országgyűlés a képzőművészetben

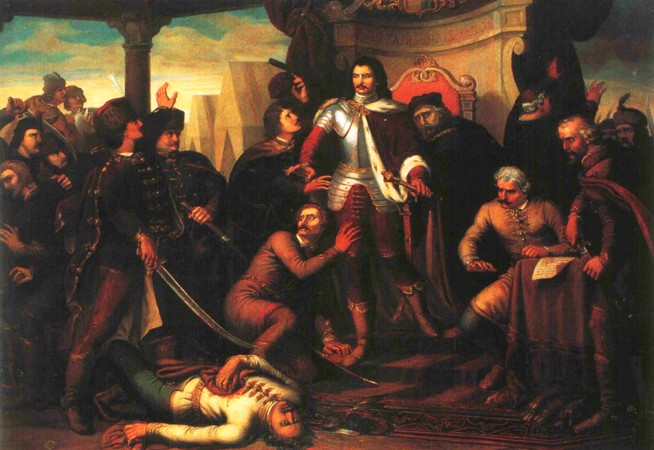
Orlai Petrics Soma: Az ónodi országgyűlés

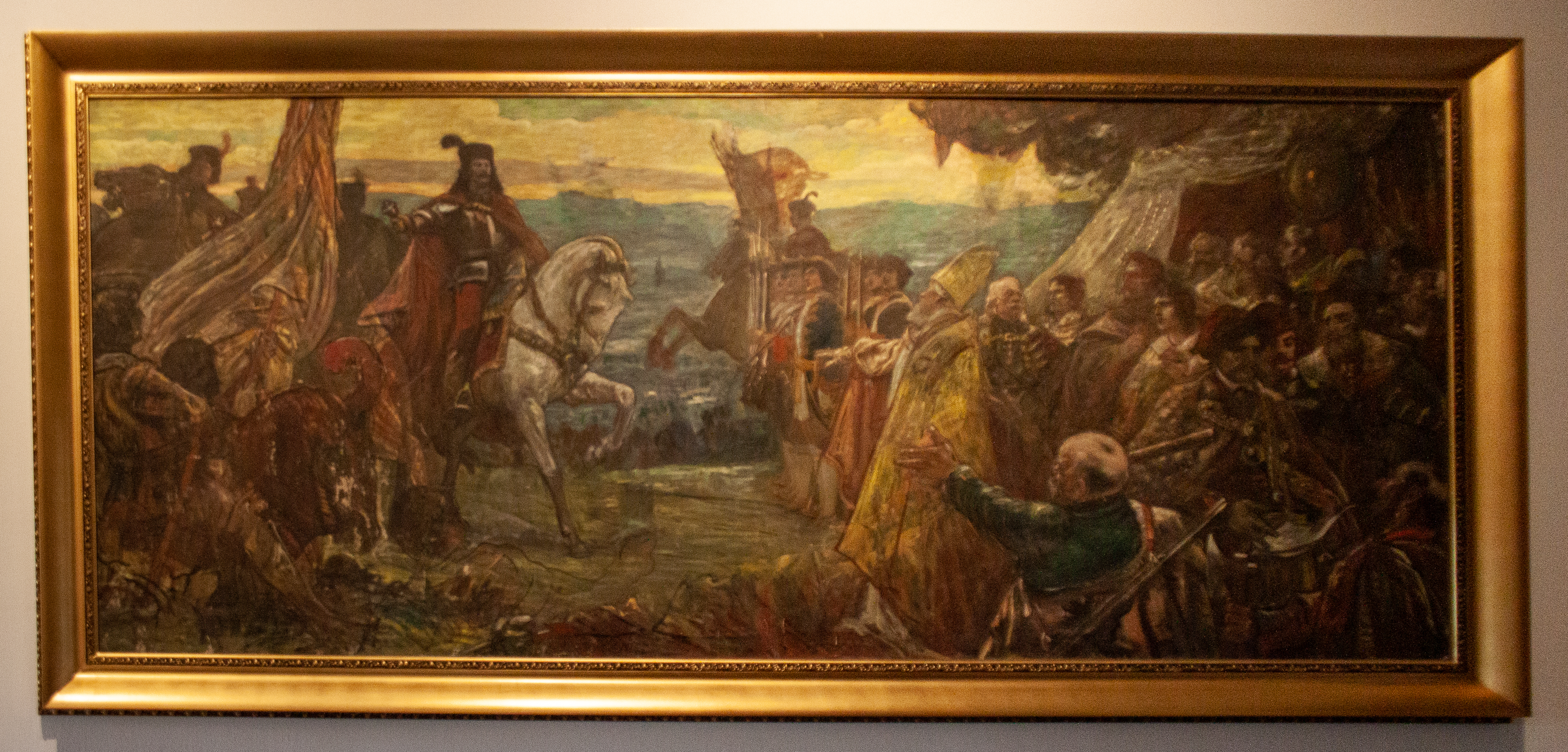
Dudits Andor - Rákóczi az ónodi országgyűlésen

Rákóczi a gyűlés megörökítésére emlékérmet veretett a svéd származású Warou Dániellel. Ennek előlapján a fejedelem jobbra forduló páncélos mellképe látható, fölötte körirat: FRANCISCUS II: D: G: S: R: I: PRIN= | CEPS. RAKOCZI   TRANSYL: A hátlapon TENDIT PER ARDUA VIRTUS felirat alatt a hétfejű hydrával viaskodó Hercules látható, amint a hydra két fejét már lebunkózta.
A gyűlésről több historizáló festmény is készült:
- Orlai Petrics Soma: Az ónodi országgyűlés.
- Madarász Viktor: Az ónodi országgyűlés.
- Than Mór: „Jelenet az ónodi országgyűlésből, 1707. június 6.” (1864, budapesti Parlament; a festmény 1976-ban a Magyar Posta bélyegsorozatán is megjelent)[3]
- Dudits Andor: II. Rákóczi Ferenc bevonulása az ónodi országgyűlésre. (Rákóczi Múzeum)